# Ampullosansonia fragilis
Ampullosansonia fragilis is een slakkensoort uit de familie van de Pickworthiidae. De wetenschappelijke naam van de soort is voor het eerst geldig gepubliceerd in 1999 door Kase.